# 아자와드 독립선언

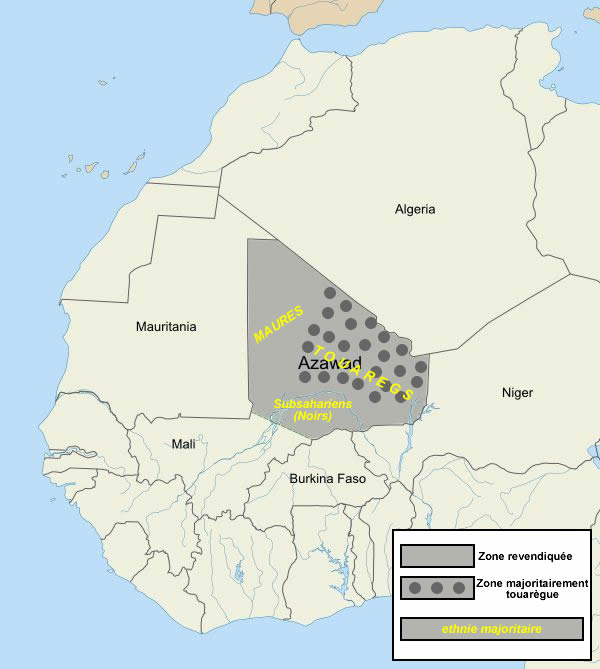
MNLA가 주장하는 아자와드의 범위 (회색)

아자와드 독립 선언은 2012년 4월 6일, 말리 북부를 실효 지배하는 반정부 세력 아자와드 민족해방운동이 일방적으로 한 독립 선언이다. 아자와드 독립국의 성립을 선언했지만, 국제적인 승인을 얻지 않았다.

## 배경
1960년 말리 독립 이후 유목민 투아레그족은 반정부 투쟁을 계속해왔다. 투아레그족은 리비아 내전에 참가함으로써 전투 경험을 쌓아 군사력을 강화했다. 곧 투아레그족은 아자와드 민족해방운동(MNLA)을 조직하여 2012년 1월 중순부터 새롭게 독립을 요구하며, 봉기했다. 3월 22일에는 말리에서 중앙정부에 대한 쿠데타가 일어났다. 쿠데타를 틈타 MNLA는 가오와 같은 말리의 주요 도시를 지배하기 시작했다.

## 독립 선언
MNLA는 4월 6일 오전 MNLA 웹사이트에 국제 연합 헌장 제 1조 및 제 55조를 근거로 아자와드의 독립을 선언했다. 동시에 이웃 나라와 국경을 존중하고 침략하지 않으며, 국제 연합 헌장을 준수하는 것도 덧붙였다.

## 반응
- 아프리카 연합 - 독립 선언을 인정하지 않는 입장

## 같이 보기
- 2012년 말리 쿠데타